# Krasnohirka, Popilnea
Krasnohirka (în ucraineană Красногірка) este o comună în raionul Popilnea, regiunea Jîtomîr, Ucraina, formată numai din satul de reședință.

## Demografie
Componența lingvistică a comunei Krasnohirka
     Ucraineană (99,22%)
     Alte limbi (0,78%)
Conform recensământului din 2001, majoritatea populației comunei Krasnohirka era vorbitoare de ucraineană (99,22%), existând în minoritate și vorbitori de alte limbi.